# 수지면
수지면(水旨面)은 전북특별자치도 남원시에 있는 면이다. 면적 32.19km2, 인구 1,414명. 남원시의 최남단에 위치하며, 전라남도 구례군·곡성군과 경계를 접한다. 섬진강 상류의 분지 지역이다.

## 행정 구역
- 고평리(考坪里)
- 산정리(山亭里)
- 남창리(南倉里)
- 유암리(柳巖里)
- 초리(草里)
- 호곡리(好谷里)

## 문화재
- 남원몽심재 - 중요민속문화재 제149호